# Vladimir Solonari
Vladimir Solonari (n. 20 octombrie 1959, Chișinău, RSS Moldovenească, URSS) este un istoric, profesor universitar și fost politician moldovean, stabilit din 2003 în SUA. 

## Biografie
Solonari s-a născut într-o familie de etnici ucraineni vorbitori de rusă. A absolvit Facultatea de Istorie a Universității de Stat din Chișinău în 1981 și a urmat studiile de doctorat la Universitatea de Stat din Moscova, la recomandarea lui Alexandru Moșanu, obținând titlul de candidat în științe istorice în 1986, cu teza „Lupta Partidului Laburist din Marea Britanie pe probleme programatice la sfârșitul anilor '60 și începutul anilor '70”. Între 1986 și 1990, a predat la Universitatea de Stat din Chișinău, iar în perioada 1992-1993 a fost cadru didactic la Universitatea din Tiraspol.
În 1989 a participat la congresul de constituire a mișcării Edinstvo, care susținea menținerea integrității URSS și se opunea Frontului Popular și independenței Moldovei. A fost deputat în Sovietul Suprem al Moldovei⁠(d) între 1990 și 1991, iar ulterior, între 1991 și 2001, a deținut funcția de deputat în Parlamentul Republicii Moldova. Solonari a votat împotriva independenței Republicii Moldova față de URSS. În această perioadă a fost președinte al Comisiei pentru drepturile omului și minorități naționale și membru al delegației parlamentare a Moldovei la Consiliul Europei. Solonari a votat pentru ca limba oficială a Moldovei să fie limba moldovenească și nu limba română, dar și pentru eliminarea competențelor lingvistice pentru minoritățile etnice din Moldova. La alegerile prezidențiale din 1996 l-a susținut pe Petru Lucinschi. în 1997 a fondat Partidul Civic din Moldova, care, la alegerile din 1998, a făcut parte din Mișcarea pentru o Moldovă Democratică și Prosperă, a lui Dumitru Diacov.
În 2003 s-a stabilit în Statele Unite ale Americii, unde predă la Universitatea Centrală din Florida⁠(d). A publicat monografia Purificarea națiunii: schimbul de populație și epurările etnice în România aliată cu naziștii în 2009, care a fost tradusă în limba rusă în 2020. A publicat mai multe cărți și studii despre Holocaustul din România și Moldova.
În martie 2022, după Invazia Rusiei în Ucraina, Solonari a declarat că „dacă aș fi fost politician la Chișinău, aș fi cerut imediat unirea, ca salvare”.

## Critici și controverse
Jurnalistul Constantin Tănase a scris în ziarul său, Timpul de dimineață, în anul 2000, un articol critic la adresa lui Solonari. El l-a acuzat pe istoric de ipocrizie, susținând că: 
| “ | Fiind ales în primul Parlament ca lider marcant al mișcării șovine, fundamentaliste și antinaționale, pe nume „Interfront”, Solonari a trecut prin faza socialismului lui Senik și Krîlov, ca să se pomenească azi mișcarea „centristă” a lui Dumitru Diacov. Pornind-o de prin optzeci și ceva ca apărător al drepturilor rusofonilor „lezați”, el a ajuns azi în faza europeană de apărător al dreptului omului în general. Anume Solonari a fost delegat la Strasbourg de către Parlamentul nostru pentru a apăra drepturile omului și democrația. (În ’98, mi se pare, ocupase primul loc în topul deputaților care cheltuiseră cei mai mulți bani pentru deplasările peste hotare). | ” |

Într-un interviu din martie 2022 în Deutsche Welle, Solonari a declarat despre trecutul său politic: 
| “ | Înainte nu eram în favoarea unirii, din mai multe motive, dar în acest moment, mi-aș dori foarte mult, ca o formă de siguranță. Altfel e posibil ca moldovenii să nimerească din nou sub stăpânirea rusească, după toți acești ani de independență și atâtea greutăți. Sunt mulți în R. Moldova care nu consideră că ocupația rusească ar fi o nenorocire, dar pentru mine e inacceptabil. Nu sunt român, m-am născut în Chișinău și multă vreme am fost pro-rus, dar acum nu mai sunt. Guvernul de la Chișinău cred că este un guvern sănătos și rațional și că se află în tratative cu Bucureștiul, că tatonează această posibilitate. Îmi dau seama că lucrurile acestea nu pot fi declarate deschis, dar cred că ei trebuie să fie gata pentru o asemenea eventualitate. Există un raționament puternic: prin unire se obține apărarea din partea NATO. Dacă cele două state decid să se unească și fac toate formalitățile necesare, nu cred că NATO zice nu. | ” |